# ミモザ館でつかまえて
『ミモザ館でつかまえて』（ミモザやかたでつかまえて）は、大島弓子による日本の漫画作品、およびそれを中心とした作品集。表題作は『週刊マーガレット』（集英社）1973年12号に掲載された。
J・D・サリンジャーの『ライ麦畑でつかまえて』に因んで命名されたタイトルで、元々は『春にれ館でつかまえて』であった。『ミモザ館』という作品が存在することは発表後に知ったという。

## あらすじ
園部春子がその豪邸の下宿人募集の張り紙を見たのは、既に寄宿する下宿を決めた後であった。自分と同年齢だろうと語る若い男の家主に不信感を抱くが、家賃一万円、食費ゼロなどの好条件に心を奪われた彼女は、当主と食事を2人分用意すれば良い、互いのプライバシーさえ侵害しなければ良いというルールさえ守れば良いと、その館の下宿賃貸の契約をしてしまう。
翌朝、勤務先である男子高校へ出勤すると、校長より1時間目を遅刻していると告げられる。館の時計の針がすべて同じ位置をさしてずらされていたことに驚く春子であったが、休み時間に慌てて担任する組の出席をとる。その直後、米戸という同僚から唯一の欠席者である草下亜麗が毎日2時間目からしか登校しない問題児であると教えられ、覚悟して授業に臨むが、実は、亜麗こそ春子の新下宿先の当主なのであった。授業後、無理やり亜麗たちに音楽室でロックを聞かされ、春子は思わず亜麗に平手打ちを食らわせてしまう。
教え子と同じ下宿に暮らすことに問題を感じた春子は元の下宿に電話をするが、既に部屋は塞がっており、亜麗も春子から受け取った下宿代を使い果たしていた。すべてを秘密にしようという亜麗の提案を春子は受諾するしかなかった。次の日の朝、自分の時計の針を正確な時間に合わせておいた春子は亜麗を連れて登校する。
亜麗の同級生の近藤は突然亜麗がバンドの練習場に自宅を提供しなくなったどころか、練習に参加しようとしなくなったことに不満を抱く。彼は亜麗と春子の関係をも怪しみ、張り紙を出し、全校生徒の前で春子を無能と糾弾する。近藤の暴走に亜麗は立腹し、ショックを受ける春子に同情する。春子も亜麗の部屋の黄ばんだエアメールを見て、長いこと父親と連絡がとれていない寂しさを感じ、二人は互いに惹かれ合ってゆく。

## 登場人物
園部春子（そのべ はるこ）
主人公。2年1組の担任で新米の英語教師。
草下亜麗（くさか あれい）
もう一人の主人公。5年間、父親からほうっておかれており、気紛れで父親が留守の自宅を下宿にしようとする。ロックバンドを近藤らと組んでいる。
米戸（べいと）
春子の隣のクラスの教師。春子に同情的で、彼女にプロポーズする。
近藤勇（こんどう ゆう）
亜麗のクラスメイトでバンド仲間。春子に好印象を抱いていない。
3年生の男子生徒
春子に同情し、自分たちが春子の授業を受けられないことを残念がり、リーディングを聞かせて欲しいと懇願する。
亜麗の父
亜麗を驚かせようと、連絡もなしで突如帰国する。
アンジェラ
亜麗の父と再婚する。

## 解説
- この作品の主人公、草下亜麗は奔放であり、ロックに合わせて歌う異端児で、悪魔的に美しく魅力的な存在であり、『ジョカへ…』のシモン（ソランジュ）に繋がるキャラクターであると、矢野敬子は述べている[2]。

## 同時収録作品

### 花!花!ピーピー草…花!
『週刊マーガレット』（集英社）1973年20号に掲載。
高校1年生の小枝えま（さえだ えま）は杏（きょう）・まり・草（そう）3人の姉を持つ末娘で、隣の西洋館を眺めるのが好きだった。そして、1ヶ月に一度だけ手紙をくれるPと名乗る謎の人物に恋い焦がれていた。ある時、草のバスケ部のコーチがえまのことを知っていることを知り、自分の憧れてきたP王子ではないか、と思い込み、 草は複雑な心境になる。3人の姉のうち、草は男性で、13年前に列車事故でともに親をなくした小枝家で育てられており、小枝家には男性がいないため、家庭では女性として育てられていた。えまのことを好きになった草はひそかに私信をえまに送っていたのであった。

### キララ星人応答せよ
『週刊マーガレット』（集英社）1974年10号に掲載。

### さよならヘルムート
『週刊マーガレット』（集英社）1972年8号に掲載。
遠藤すずな（スウ）は3学期前日の夜中に、虫歯の痛さで苦しみ、同じく明日から開業の八木沢歯科で診察してもらった。そのことがきっかけで、ヘルムート・バーガーそっくりの歯科医に恋心を抱くようになる。その一方で、同じクラスに転入してきた息子の八木沢幾には反感を抱き、何かと突っかかるようになるが、両親がおらず、姉と二人だけの遠藤家と。母親のいない八木沢家と、似た境遇同士ということで家族ぐるみのつきあいをするようになる。

### 星にいく汽車
『週刊マーガレット』（集英社）1972年22号に掲載。

## 単行本
- 『ミモザ館でつかまえて』 朝日ソノラマ、サンコミックス（1975年1月25日刊）
  - 収録作品 -『ミモザ館でつかまえて』・『花!花!ピーピー草…花!』・『キララ星人応答せよ』・『さよならヘルムート』・『星にいく汽車』
- 『大島弓子名作集』朝日ソノラマ（1977年5月25日刊）
  - 収録作品 -『夏の夜の夢』・『野イバラ荘園』・『ほたるの泉』・『海にいるのは…』・『花・花!ピーピー草…花!』・『ほうせんか・ぱん』・『キララ星人応答せよ』・『すべて緑になる日まで』・『ユーミン』・『ジョカへ……』・『ミモザ館でつかまえて』
- 『海にいるのは…』 小学館、小学館文庫（1978年3月20日刊）
  - 収録作品 -『海にいるのは…』・『ミモザ館でつかまえて』・『ジョカへ…』
- 『大島弓子選集第2巻  ミモザ館でつかまえて』朝日ソノラマ（1986年4月30日刊）
  - 収録作品 -『さよならヘルムート』・『鳥のように』・『星にいく汽車』・『わたしはネプチューン』・『なごりの夏の』・『雨の音がきこえる』・『風車』・『つぐみの森』・『ミモザ館でつかまえて』
- 『大島弓子が選んだ大島弓子選集 1 ミモザ館でつかまえて』メディアファクトリー、MFコミックス（2008年9月18日刊）
  - 収録作品 -『ミモザ館でつかまえて』・『野イバラ荘園』・『F式蘭丸』・『全て緑になる日まで』・『夏のおわりのト短調』・『草冠の姫』・『たそがれは逢魔の時間』・短編小説『近未来オリンピック』